# Падежи в българския език
Падежите в българския език са граматична категория с много ограничено приложение – те са остатък от историческото развитие на аналитичния съвременен български език от синтетичния старобългарски език, който има развита система от падежи. В съвременния български система от три падежа – именителен, винителен и дателен – е запазена при местоименията, много съществителни освен общия падеж се изменят в особен звателен падеж, а известен брой думи представляват запазени до днес старобългарски падежни форми.

## При имената

### Общ падеж
Общият падеж при имената в съвременния български език като цяло се развива на основата на старобългарския именителен падеж. Само при някои групи думи в определени диалекти той произлиза от винителния падеж – например в много източни говори краесловното ударено „а“ на съществителните от женски род се произнасят с „ъ“ („горъ̀“, „росъ̀“), което е остатък от старобългарския винителен падеж.

### Звателен падеж
При съществителните в съвременния книжовен български език е останал само един падеж извън общия – звателният падеж. Той се употребява в обръщенията.
Съществителните от мъжки род (ед.ч.) приемат окончания -о, -ю или -е, ако в основната си форма завършват на съгласна:
- Иван – Иване;
- Петър – Петре;
- господин – господине;
- син – сине (и синко);
- брат – брате;
- Бог – Боже;
- отец – отче;
- човек – човече;
- българин – българино;
- ученик – ученико;
- цар – царю;
- приятел – приятелю;
- славей – славею.

Думата Господ е изключение: нейната звателна форма е Господи.
Непостоянното ъ изпада в звателната форма:
- Димитър – Димитре;
- Петър – Петре;
- вятър – ветре.

Обаче: катър – катъре (този звук ъ е постоянен, под ударение).
Всички съществителни от женски род (ед.ч.) и онези съществителни от мъжки род (ед.ч.), които в основната си форма завършват на -а или -я, образуват звателната си форма с окончанията -о, -йо, -ьо, -е:
- жена – жено;
- гора – горо;
- майка – майко;
- мама – мамо;
- сестра – сестро;
- леля – лельо;
- България – Българийо;
- Мария – Марийо;
- Марийка – Марийке;
- Иванка – Иванке;
- Стоянка – Стоянке;
- учителка – учителко;
- другарка – другарко;
- приятелка – приятелко;
- войвода – войводо;
- владика – владико;
- съдия – съдийо.

Думата дъщеря е изключение: нейната звателна форма е дъще.

Думата баща също е изключение: тя няма звателна форма.
Звателният падеж на всички имена от среден род (ед.ч.) и на онези имена от мъжки род (ед.ч.), които завършват на -о или -е, съвпада с именителния им падеж:
- дете – дете;
- куче – куче;
- чичо – чичо;
- калеко – калеко;
- дядо – дядо;
- татко – татко;
- тате – тате.

Звателният падеж на имената в множествено число съвпада с именителния им падеж:
- братя – братя;
- сестри – сестри;
- деца – деца;
- родители – родители.

Ако обръщение в м.р. ед.ч. съдържа прилагателно или числително име, то минава в т.нар. разширена форма:
- мил приятел – мили приятелю;
- скъп брат – скъпи брате;
- драг син – драги сине;
- пръв приятел – първи приятелю.

## При местоименията
- Кратки местоимения в дателен падеж: „ми“, „ти“, „му“, „ѝ“, „ни“, „ви“, „им“;
- Дълги архаични местоимения в дателен падеж: „нему“, „ней“, „нам“, „вам“, „тям“;
- Пълни форми за винителен падеж: мене, тебе, него, нея, него, нас, вас, тях (пряко допълнение).

## Остатъчни падежни форми при имената
Макар в съвременния български език повечето старобългарски падежни форми да са изчезнали, някои от тях се запазват като вкаменели форми или като стилистично средство в художествената литература. Падежни форми се срещат често и във фолклора и спорадично в диалектите (извън преходните говори, в които системно се използват няколко падежа).

### От родителен падеж
- Наречия: снощи, отстрани, настрани, встрани, довечера, отръки, допъти
- Устойчиви фрази: Преди Христа и след Христа, своего рода, Бога ми[3], нямам мира[3]
  - Църковни изрази: от Лукаваго и Светаго Духа
- Като архаизиращо стилистично средство: синът на Петка Страшника
- Във фолклора: до Кулева града, от Дамяна по-юнака нема[3]

Рано в развитието на българския език родителният и винителният падеж се сливат в родително-винителен (гломеративен) падеж, който в някои случаи възприема старобългарските падежни окончания за родителен падеж. По тази причина в диалектите и фолклора родителни окончания най-често се срещат в положение на винителен падеж, най-вече при одушевени предмети: за деда Петка, с тата, разигра сураго елена, Бога молеше, та е погнал Маркоте юнака, та оседла добра коня, сестра брата вика. Макар и по-рядко такива форми се срещат и при неодушевени предмети: у Прилепа града, имаше срама, на висока дела.
В много редки случаи е регистрирана и диалектна употреба на родителни окончания на имена в именителен падеж: деда му думаше, Цанка къга се жени, ти си мене млада побратима. Много редки са и диалектните употреби на родителни окончания в множествено число: пет годин, сто иляд.

### От дателен падеж
- Устойчиви фрази: тем подобни, на полза роду, слава Богу[8]
- Като архаизиращо стилистично средство: Майце си
- Във фолклора: мама Стояну думаше, та си падна цару у дворове,[8] турчин Тодоре думаше[9]

### От винителен падеж
- Наречия: зимъс, днес, нощес, есенес, пролетес, лятос, вред

### От творителен падеж
- Наречия: тялом, духом, ходом, чудом,[10] посредством, пешком, пълзешком, силом,[10] бегом, родом, скришом, вървешком, вкупом, нощем,[10] денем,[10] сбогом, кръгом, гърбом, редом,[10] мигом, ребром, пътьом, съвсем, цифром, словом, мимоходом

„Ужким“ и „наужким“ подвеждащо приличат на падежни остатъци, но всъщност представляват разговорни варианти на частицата „уж“ < старобълг. юже, вероятно под влияние на възприетите и последващо изменени турски „санким“ – тур. sanki, „чунким/чюнким“ – тур. çünkü и „белким“ – тур. belki < перс. balke.

### От местен падеж
- Наречия: горе, отгоре, долу, отдолу, зиме,[10] лете,[10] утре, вкратце, есени,[10] пролети,[10] снощи,[10] вкъщи,[10] върху, срещу, между, наяве,[10] приживе.[10]

## Историческо развитие
Среднобългарският период е времето, в което се зараждат и развиват много от признаците на съвременния българския език, които определят неговия сегашен облик и го отличават от останалите славянски езици.
Постепенното навлизане на аналитизма в българския език се осъществява през късната старобългарска епоха. Днешното състояние на падежните остатъци, неравномерното им разпределяне в диалектите ясно свидетелства, че процесът не е протичал равномерно във всички български говори през среднобългарския период. Една от най-ярките промени в българското склонение, отнасящи се към среднобългарската епоха, е ограничаването на меките варианти на имената от основите о и а, в резултат от прогресивното затвърдяване на българските съгласни. Например формите жени и души в съвременния български език стоят срещу разграничението, което е съществувало в старобългарския език: жєны – доушѧ.
Процесът на опростяване на склонението се отразява и в обобщаването на определени окончания за имената от различни категории. Най-широко обобщени падежни окончания в среднобългарския са ей за родителен падеж мн.ч., м за творителен падеж мн.ч., охъ за местен падеж мн.ч. Особено място сред тези явления заема обобщаването на окончанието ѣхъ на мест. пад. мн.ч. като окончание за род. пад. мн.ч. В среднобългарските паметници се срещат редица доказателства за разколебаване на падежните окончания – липсата на падежна съгласуваност между определенията и определяемите. През среднобългарската епоха се наблюдава и разрастване на предложно-падежните конструкции – тежестта на синтактичните функции постепенно се прехвърля върху предлозите.
Преминаване към аналитизъм се наблюдава и във формите на прилагателните имена. Аналитични степени за сравнение в някои писмени паметници от XIV в., XV в. и XVI век.
Падежната система се разлага постепенно в периода XII – XIV век. Падежните форми се заместват от аналитични предложни конструкции, а предлозите се натоварват с множество значения и широка употреба, тъй като поемат семантичната стойност и синтактичната служба на старите падежи.
При аналитичните езици синтактичните отношения на имената и местоименията се изразяват посредством различни предлози в съчетание с т.нар. обща падежна форма (Casus generalis).